# Јамена
Јамена је насеље у општини Шид, у Сремском округу, у Србији. Према попису из 2022. било је 738 становника.

## Историја
Новине су 1937. јавиле да је код "Јамене" пронађена лобања мамута.
Село постоји још од римског доба и више је пута уништено и обновљено током своје историје. У 1943. години, током Другог светског рата, читаво село спалили су усташе. За два дана су брутално убили 2.500 цивила. Овде постоји гроб Савке Аничић и њених петоро деце убијених 1943. године.
Године 2014. место је претрпело последице обилних поплава, чија је санација извршена у наредним годинама.

## Саобраћај
Распадом Југославије, 1992. године и установљавањем нових, међудржавних граница, место се нашло на тромеђи Хрватске, Србије и Босне и Херцеговине. Иако житељи пограничног места, мештани Јамене су више од 25 година живели без граничног прелаза. Према месту Црњелову у Републици Српској, у употреби је скела преко Саве, док је пут ка Републици Хрватској и Европској унији физички преграђен бетонским баријерама. Најближи копнени путеви ка суседним државама воде преко Батроваца ка Хрватској, односно Сремске Раче ка Републици Српској, ентитету Босне и Херцеговине.

## Демографија
У насељу Јамена живи 920 пунолетних становника, а просечна старост становништва износи 42,2 година (39,6 код мушкараца и 44,6 код жена). У насељу има 434 домаћинства, а просечан број чланова по домаћинству је 2,60.
Ово насеље је великим делом насељено Србима (према попису из 2002. године), а у последња три пописа, примећен је пад у броју становника.
|  |

| Демографија | Демографија | Демографија |
| Година      | Становника  | Становника  |
| ----------- | ----------- | ----------- |
| 1948.       | 1.113       |             |
| 1953.       | 1.316       |             |
| 1961.       | 1.586       |             |
| 1971.       | 1.771       |             |
| 1981.       | 1.577       |             |
| 1991.       | 1.399       | 1.320       |
| 2002.       | 1.130       | 1.241       |
| 2011.       | 950         |             |
| 2022.       | 738         |             |

| Етнички састав према попису из 2022.‍ | Етнички састав према попису из 2022.‍ | Етнички састав према попису из 2022.‍ | Етнички састав према попису из 2022.‍ | Етнички састав према попису из 2022.‍ |
| ------------------------------------ | ------------------------------------ | ------------------------------------ | ------------------------------------ | ------------------------------------ |
|                                      |                                      |                                      |                                      |                                      |
| Срби                                 | Срби                                 |                                      | 675                                  | 91,46%                               |
| Хрвати                               | Хрвати                               |                                      | 22                                   | 2,98%                                |
| Роми                                 | Роми                                 |                                      | 15                                   | 2,03%                                |
| Русини                               | Русини                               |                                      | 3                                    | 0,41%                                |
| непознато                            | непознато                            |                                      | 12                                   | 1,63%                                |

| Година пописа     | 1948. | 1953. | 1961. | 1971. | 1981. | 1991. | 2002. |
| ----------------- | ----- | ----- | ----- | ----- | ----- | ----- | ----- |
| Број домаћинстава | 406   | 424   | 460   | 515   | 513   | 460   | 434   |

| Број чланова      | 1   | 2   | 3  | 4  | 5  | 6  | 7 | 8 | 9 | 10 и више | Просек |
| ----------------- | --- | --- | -- | -- | -- | -- | - | - | - | --------- | ------ |
| Број домаћинстава | 133 | 112 | 64 | 75 | 28 | 14 | 8 | 0 | 0 | 0         | 2,60   |

| Пол    | Укупно | Неожењен/Неудата | Ожењен/Удата | Удовац/Удовица | Разведен/Разведена | Непознато |
| ------ | ------ | ---------------- | ------------ | -------------- | ------------------ | --------- |
| Мушки  | 464    | 125              | 285          | 30             | 12                 | 12        |
| Женски | 490    | 54               | 281          | 139            | 11                 | 5         |
| УКУПНО | 954    | 179              | 566          | 169            | 23                 | 17        |

| Пол    | Укупно                    | Пољопривреда, лов и шумарство | Рибарство                            | Вађење руде и камена | Прерађивачка индустрија       |
| ------ | ------------------------- | ----------------------------- | ------------------------------------ | -------------------- | ----------------------------- |
| Мушки  | 255                       | 199                           | 0                                    | 0                    | 6                             |
| Женски | 115                       | 79                            | 0                                    | 0                    | 3                             |
| УКУПНО | 370                       | 278                           | 0                                    | 0                    | 9                             |
| Пол    | Производња и снабдевање   | Грађевинарство                | Трговина                             | Хотели и ресторани   | Саобраћај, складиштење и везе |
| Мушки  | 0                         | 3                             | 4                                    | 0                    | 4                             |
| Женски | 0                         | 0                             | 13                                   | 1                    | 0                             |
| УКУПНО | 0                         | 3                             | 17                                   | 1                    | 4                             |
| Пол    | Финансијско посредовање   | Некретнине                    | Државна управа и одбрана             | Образовање           | Здравствени и социјални рад   |
| Мушки  | 0                         | 0                             | 10                                   | 2                    | 2                             |
| Женски | 0                         | 1                             | 1                                    | 8                    | 5                             |
| УКУПНО | 0                         | 1                             | 11                                   | 10                   | 7                             |
| Пол    | Остале услужне активности | Приватна домаћинства          | Екстериторијалне организације и тела | Непознато            | Непознато                     |
| Мушки  | 3                         | 0                             | 0                                    | 22                   | 22                            |
| Женски | 0                         | 0                             | 0                                    | 4                    | 4                             |
| УКУПНО | 3                         | 0                             | 0                                    | 26                   | 26                            |